# يتقلب في قبره (مصطلح)
يتقلب في قبره (بالإنجليزية: Turn in one's grave)‏ هو تعبير اصطلاحي إنجليزي 1 يستخدم لوصف مستوى شديد من الصدمة أو مستوى شديد من المفاجأة ويعبر عنها على أنها المشاعر بالنيابة عن شخص متوفى. يتم استخدام هذه العبارة لوصف الانزعاج أو الاشمئزاز أو الرعب أو الغضب الذي قد يشعر به الشخص المتوفى إذا كان على قيد الحياة لسماع قصة إخبارية معينة أو فعل أو فكرة أو رأي مرتبطة به ومخالفة لمبادئه وآرائه. تعود العبارة إلى منتصف القرن التاسع عشر إلى أواخره. 2

## مصطلحات مرتبطة
هناك أشكال وتعبيرات أخرى لهذه العبارة، وكلها تفيد نفس المعنى وهي:
- Roll over in one's grave
- Turn in one's grave
- Spin in one's grave